# シンガポール航空117便ハイジャック事件
シンガポール航空117便ハイジャック事件（シンガポールこうくう117びんハイジャックじけん）は、1991年3月26日にスバン空港発シンガポール・チャンギ国際空港行きの便に4人のパキスタン人によってハイジャックされた事件である。
ハイジャック犯の要求は満たされなかったため人質を殺害すると脅迫したが、彼らが定めた期限を迎える前にシンガポール特殊作戦部隊が機体を急襲し、ハイジャック犯を射殺して人質全員を無傷で解放した。これはシンガポール航空が巻き込まれた初にして唯一のハイジャック事件でもあった。

## 経緯
事件に巻き込まれたA310型機の9V-STPは乗員11名乗客114名を乗せ、シンガポール標準時3月26日21:15にマレーシアのクアラルンプール近郊にあるスルタン・アブドゥル・アジズ・シャー空港を離陸した。117便は目的地のシンガポール・チャンギ国際空港に向かう途上にて、4人のパキスタン人にハイジャックされた。ハイジャック犯らは爆発物とナイフで武装していたが、銃器は所持していなかった。
その後、客室乗務員の1人が機長にハイジャックの発生を知らせる。117便がシンガポール空域に入った時にハイジャックをシンガポール管制塔へ連絡。着陸の前に、ハイジャック犯のリーダーがコックピットに入り、シドニーへの飛行を機長に要求した。機長は燃料がないと飛行機が墜落してしまうと言い、リーダーは再給油のみの着陸を許可した。
22:00、政府やシンガポール軍へ連絡が入った。22:15、飛行機はチャンギ空港に着陸した。着陸後、ビジネスクラスとファーストクラスの乗客はエコノミークラスに座らされた。その後のシンガポール政府との交渉でハイジャッカーらはパキスタン人民党のメンバーを名乗り、パキスタンのベーナズィール・ブットー首相の夫でのちに大統領となるアースィフ・アリー・ザルダーリーの解放を要求した。
翌27日02:30、2人の男性客室乗務員がハイジャッカーにより飛行機から投げ出された。06:45、シンガポール政府に勤務するパキスタン人がハイジャッカーに最終警告を出した。その約5分後、シンガポール軍の特殊部隊 (SAF CDO FN) が機内に突入し、わずか30秒でハイジャッカー全員を射殺した。犯人のうち2人はコックピットに、2人はキャビンにいた。06:50までに機体は完全に保護された。

## その後
事件処理におけるその迅速な対応について、シンガポールは国際的な称賛を受けた。当時のシンガポール首相ゴー・チョクトンは、試練と救出作戦に対処したすべての関係者の迅速性と効率性を称賛した。117便の機長と警察本部長、交渉官は、彼らの役割に応じて公共サービススター（Bintang Bakti Masyarakat）を授与されたほか、特殊部隊の隊員らは武勇勲章メダル（Pingat Keberanian）を、交渉班の他の人員は大統領賞を与えられた。
2020年時点において、シンガポール航空は117便をクアラルンプール－シンガポール間で運航し、土日を除きA350-900型機を使用している（かつてはA330-300型機も同路線に使用）。

## 機体
ハイジャックされた機体は1988年11月22日に初飛行した。その機体は2001年5月11日にエアプラスコメットに渡された。航空機は白に塗装され、9V-STPからEC-HVBに登録を変更された。2003年5月31日をもって飛行を終了し、その後アメリカ合衆国にあるモハーヴェ空港で保管された。2005年4月25日に、N443RRというナンバーで登録されていた機体は解体された。
9V-STPはその後、同社のA330-300型機に登録された。その後同機は2015年10月に台湾のトランスアジア航空を経て、現在は香港航空でB-LHDとして登録され現在も使用されている。